# Stalówka

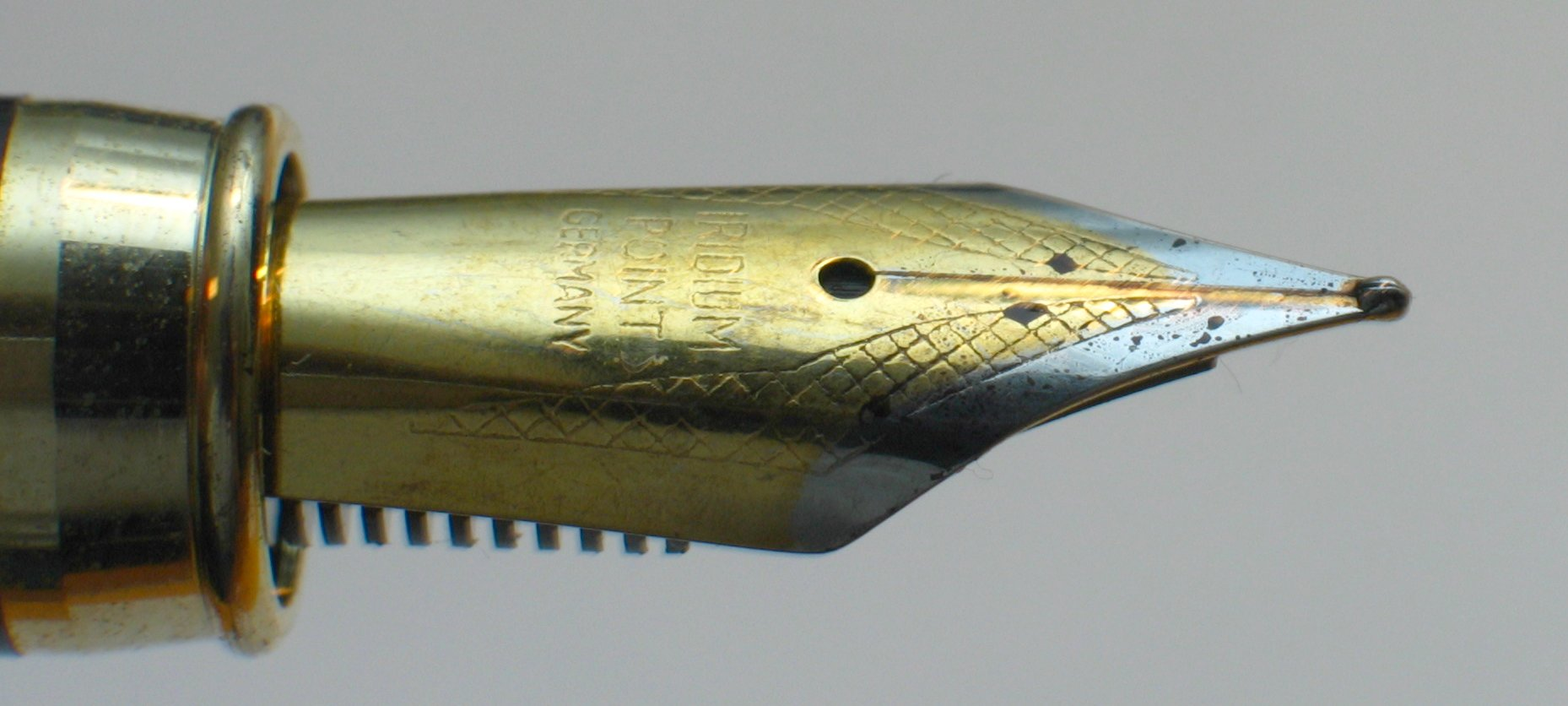
Stalówka osadzona w wiecznym piórze

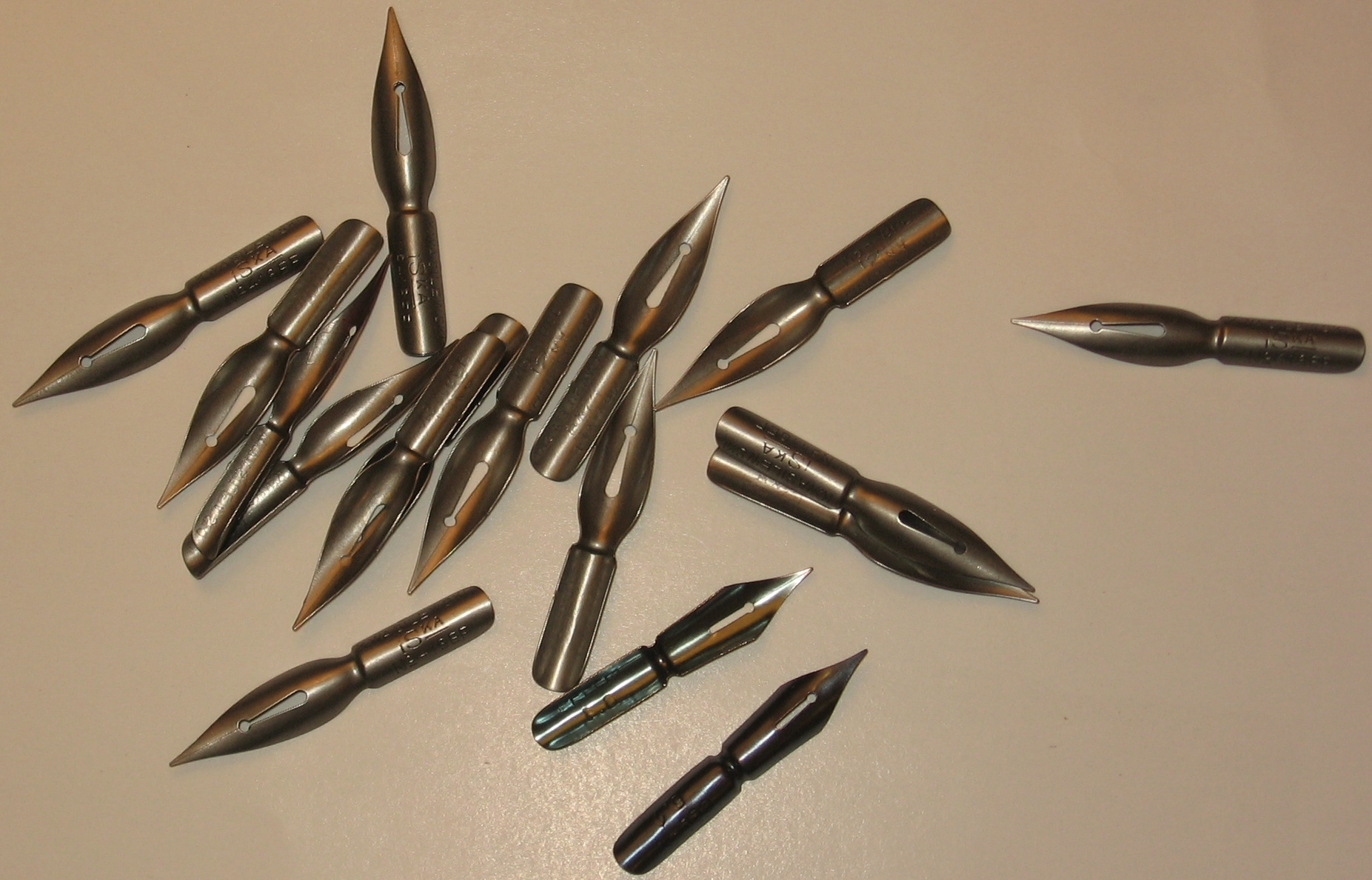
zwykłe stalówki do pisania z obsadką i kałamarzem

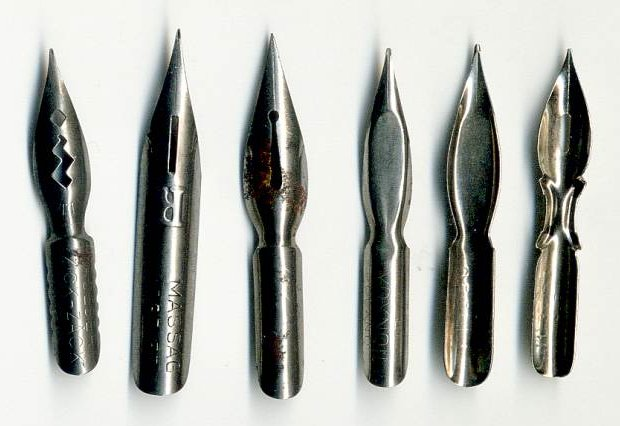
Różne stalówki do pisania atramentem

Stalówka – ukształtowana w formie cienkiego ostrza, rozdwojonego na końcu, stalowa, bądź wykonana z innego materiału (np. złoto, tytan) cienka blacha, służąca do pisania piórem przy użyciu ciekłego atramentu.

## Historia i budowa
Stalówkę opracowano jako następczynię stosowanych wcześniej do pisania piór ptasich (zazwyczaj gęsich), które zużywały się zbyt szybko i łatwo się łamały. Stalówkę natomiast można było zamocować (obsadzić) tylnym (zaokrąglonym) końcem do uchwytu zwanego obsadką (czasem i w niektórych regionach Polski – „rączką”) i w ten sposób pozbyć się niewygodnego operowania ptasim piórem. Obsadki wykonuje się często z drewna lub tworzyw sztucznych, rzadziej z innych, niekiedy nawet – szczególnie dawniej – kosztownych materiałów, jak kość słoniowa czy róg zwierzęcy. Często są to bardzo ozdobnie wykończone przedmioty.
Stalówka jest wygięta wzdłuż osi podłużnej w formę zbliżoną do fragmentu rurki, dzięki czemu po zanurzeniu w atramencie w jej wewnętrznej, wklęsłej części zatrzymuje się kropla atramentu. Przy dotknięciu czubkiem stalówki papieru, spływa ona powoli i zostawia na nim ślad w miejscu styku. Często w stalówce wycięty jest dodatkowy otwór zwany sercem, którego obecność powoduje, że zatrzymująca się po zanurzeniu stalówki w kałamarzu kropla jest większa. Zwiększenie nacisku stalówki na papier powoduje rozsunięcie się rozcięcia na końcu stalówki i w rezultacie poszerzenie rysowanej linii. Kształt i rozmiar szczeliny i otworu, oraz materiał z którego stalówka jest wykonana decyduje o elastyczności stalówki. Kształt stalówki do pisania atramentem jest często dość skomplikowany i mocno odbiega od pierwotnej formy połowy odcinka rurki z blachy. Znacznie bliżej tego pierwotnego kształtu są stalówki zwane piórkami, używane do pisania i rysowania tuszem.
Odmianą stalówki jest tzw. redis (potocznie „redisówka”), służący do pisania i rysowania tuszem kreślarskim. Redis od zwykłej stalówki różni się tym, że zakończony jest odgiętą końcówką piszącą o szerokości od pół milimetra do kilku milimetrów – w zależności od tego, jakiej grubości linie stalówka ma rysować. Na stalówce tego typu znajduje się również dodatkowa nasadka utrzymująca większą ilość tuszu, co jest konieczne zwłaszcza przy rysowaniu szerokich linii, do których zużywa się go więcej.
Do niektórych rodzajów pisma kaligraficznego używa się także stalówek bez rozcięć i często o znacznej szerokości końcówki.

## W wiecznych piórach
Dalszy rozwój technik pisarskich zaowocował wiecznym piórem. Początkowo stalówki w wiecznych piórach wykonane były ze złota. W okresie II Wojny Światowej, często z powodów oszczędnościowych, wykonywano je z palladu albo stali. W drugiej połowie XX wieku miejsce złota, które stosowane jest obecnie jedynie w piórach z wyższej półki, zaczęła zajmować tańsza stal. Oprócz złota i stali, stalówki wykonuje się również z palladu oraz tytanu. Umieszczone na końcu stalówki dodatkowe zgrubienie zwane ziarnem, wykonane z irydu, rutenu, lub innego metalu/stopu odpornego na ścieranie, ma zadanie chronić materiał właściwy stalówki przed starciem. W piórze wiecznym atrament dostarczany jest do stalówki nie przez moczenie jej co chwilę w kałamarzu, lecz za pośrednictwem spływaka, po którym ścieka on ze zbiorniczka znajdującego się wewnątrz obsadki.